# 창발문법
창발문법(Emergent Grammar)은 폴 하퍼가 주창한 통사론 이론으로, 문법 규칙과 통사 구조는 언어가 사용되는 과정에서 창발된다(emerge)는 주장을 골자로 한다. 이 통사 이론은 생성문법 전통에서 주장하는 보편문법이나 내재적 통사 규칙을 비롯하여 인간 심성에 선험적으로 문법 지식이 존재한다는 모든 가정을 전적으로 부정한다. 보편문법에서는 문법의 여러 속성들이 내재적인 것이라고 주장하는데 반하여, 창발문법에서는 인간 언어 능력이란 내재적인 것이 아니며 문법의 속성들은 경험을 통해 습득되는 것이라고 주장한다. 즉 여기서 "창발"이라는 용어는 "내재적이지 않다"는 뜻으로 쓰인 것이다.
창발문법은 1987년에 공식적으로 제안되었으며 그 이후 담화분석이나 대화분석 및 언어 사용과 문법 구조와의 관계에 대한 연구에 활용되었다.